# 田林马银花
田林马银花（学名：Rhododendron tianlinense）为杜鹃花科杜鹃花属下的一个种。

## 扩展阅读
- 維基物種上的相關：田林马银花